# Únor 2024
Toto je archivovaný článek z portálu Aktuality.
1. února – čtvrtek
  V Kangwonu proběhl závěrečný ceremoniál, který oficiálně ukončil Zimní olympijské hry mládeže 2024. Česká výprava si odvezla jednu zlatou, jednu stříbrnou a dvě bronzové medaile. 
2. února – pátek
 Hned v několika zemích Evropy pokračují protesty zemědělců, přičemž se tak děje ve Francii, Portugalsku, Polsku, Rumunsku nebo Lotyšsku. Protestovalo se i u Evropského parlamentu v Bruselu. Zemědělcům vadí náklady a daně, extrémní počasí, levný dovoz nebo byrokracie. 
3. února – sobota
 Ceny české filmové kritiky za rok 2023 ovládla hororová komedie Přišla v noci se třemi cenami za nejlepší film, režii a nejlepší herečku. Dalšími oceněnými filmy byly Tonda, Slávka a kouzelné světlo, #annaismissing či dokument Světloplachost. 
4. února – neděle
 Ve věku 82 let zemřel úřadující namibijský prezident Hage Geingob. Ve funkci jej nahradil viceprezident Nangolo Mbumba. 
5. února – pondělí
 Buckinghamský palác oznámil, že britský král Karel III. má rakovinu. 
7. února – středa
 Ilham Alijev zvítězil v prezidentských volbách v Ázerbájdžánu, které opozice bojkotovala a označovala je za „frašku“. 
10. února – sobota
 Katalin Nováková po vlně veřejné kritiky oznámila v televizním projevu, že rezignuje na funkci maďarské prezidentky. 
11. února – neděle
 Ve dvoukolových prezidentských volbách ve Finsku zvítězil bývalý premiér Alexander Stubb. 
15. února – čtvrtek
 Řecký parlament jako první z pravoslavných zemí schválil stejnopohlavní manželství. 
16. února – pátek
 V sibiřské trestanecké kolonii IK-3 zemřel ve věku 47 let nejvýznamnější ruský opoziční politik Alexej Navalnyj. Ruská policie zadržela několik lidí účastnících se pietních akcí. 
21. února – středa
 Zástupci zemí Evropské unie odsouhlasili 13. balík sankcí proti Rusku v souvislosti s ruskou invazí na Ukrajinu, který rozšiřuje sankční seznam o jména dvou stovek lidí, firem či institucí nějakým způsobem se podílejících na agresi proti Ukrajině. 
22. února – čtvrtek
 Arménie zmrazila členství v Organizaci Smlouvy o kolektivní bezpečnosti. 
23. února – pátek
 Sonda Odysseus americké společnosti Intuitive Machines úspěšně přistála povrchu Měsíce. Jde o první přistání soukromé společnosti na Měsíci. 
 Německý spolkový sněm legalizoval držení a rekreační užívání konopí. 
26. února – pondělí
 Novým prezidentem Maďarska byl parlamentem zvolen předseda ústavního soudu Tamás Sulyok. 
 Palestinský premiér Muhammad Ištajja rezignoval a podal demisi své vlády. 
 Maďarský parlament schválil vstup Švédska do NATO. 
27. února – úterý
 Krize v Rudém moři: Německá fregata Hessen sestřelila v rámci evropské operace Aspides v Rudém moři dva drony vyslané jemenskými Hútiji. Zpráva v některých médiích překryla informaci o tom, že uvedená fregata málem omylem sestřelila americký dron MQ-9 Reaper, když selhaly dvě německé rakety. 
28. února – středa
 Poslanecká sněmovna schválila novelu občanského zákoníku umožňující úpravu některých parametrů stejnopohlavních partnerství. 